# José Ortiz (Comiczeichner)

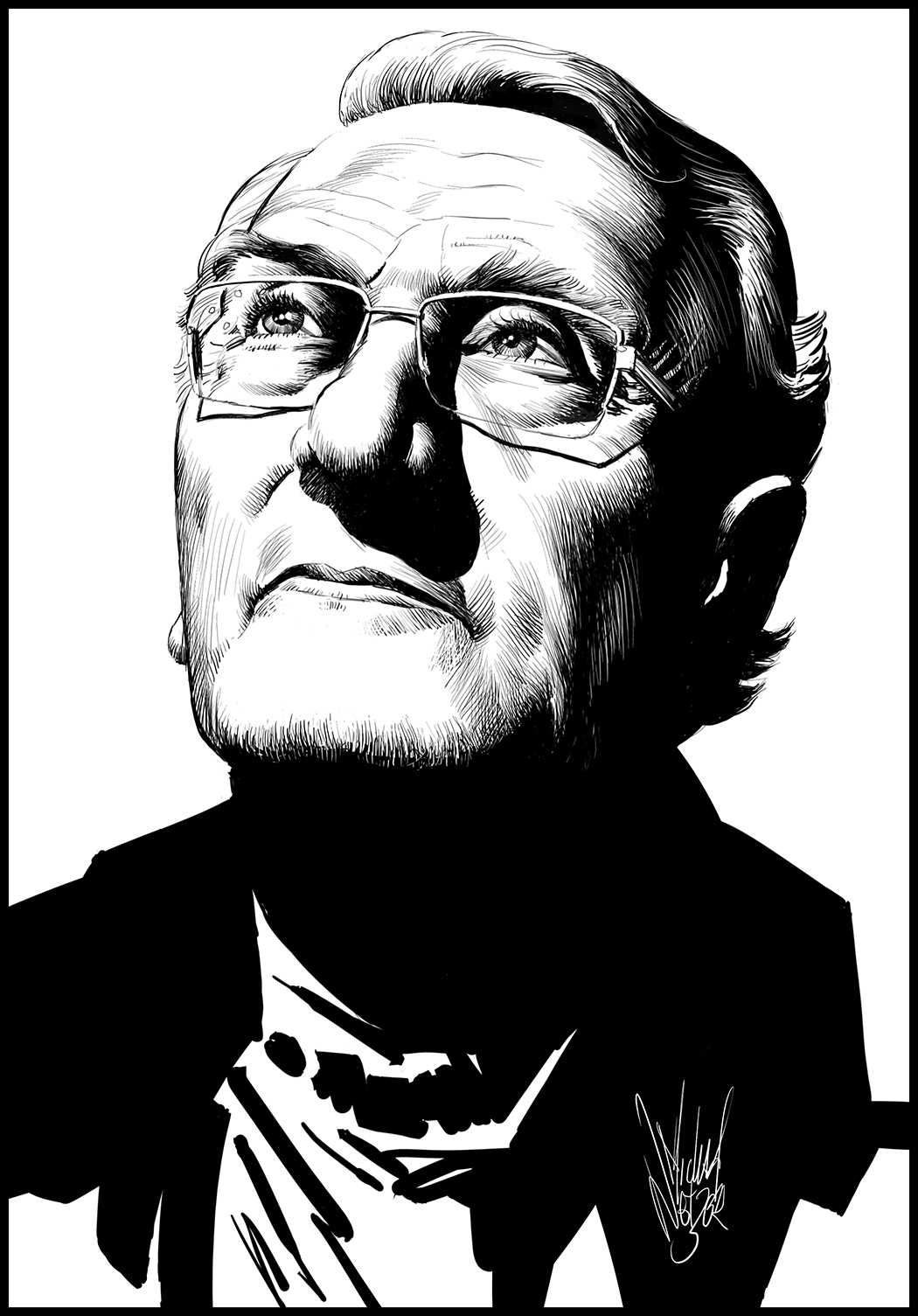
José Ortiz

José Ortiz (* 1. September 1932 in Cartagena; † 23. Dezember 2013 in Valencia) war ein spanischer Comiczeichner.

## Leben
José Ortiz erregte erstmals mit 16 Jahren Aufmerksamkeit, als Gewinner eines Zeichner-Wettbewerbs der Jugendzeitschrift Chicos. 1951 kam er nach Valencia und wurde dort als Zeichner für Abenteuer-Comics des Verlages Maga tätig. Später wechselte er zum Toray-Verlag, wo er die Wikinger-Serie Sigur zeichnete. In den 1960er Jahren wurde er international bekannt und fertigte Kriegscomics und den Strip Ufo-Agent. Es folgten Phantastic- und Horror-Comics für die US-Magazine Creepy und Vampirella.
In den 1980er Jahren begann die erfolgreiche Zusammenarbeit mit dem Autor Antonio Segura, bei der der Endzeit-Thriller Hombre, die Science-Fiction-Satire Burton & Cyb und die Gefängnis-Glosse Morgan entstanden. In den 1990er Jahren folgten noch einige Auftragsarbeiten für italienische Verlage; so wirkte er noch einige Jahre an der Westernserie Tex mit.